# Савельева, Лариса
Лари́са Саве́льева (англ. Larissa Saveliev; род. 1969) — артистка балета и педагог, основатель и художественный руководитель балетного конкурса Youth America Grand Prix (1999). Также является продюсером и художественным консультантом различных гала-концертов и балетных программ в США и в других странах.

## Биография
Лариса Савельева родилась в Москве в семье преподавателей. Она окончила Московское хореографическое училище, после чего была принята в балетную труппу Московского музыкального театра им. Станиславского и Немировича-Данченко. Через несколько лет перешла в труппу Большого театра. В 1994 году вместе с мужем переехала в США, где продолжила балетную карьеру. Выступала с Классическим балетом Лос-Анджелеса, Балетом Нью-Джерси и Балетом Талсы. Также занималась преподавательской деятельностью.
Живёт в Нью-Джерси вместе со своим мужем, Геннадием Савельевым. У них два сына.

## Деятельность

### Создание YAGP
В 1999 году, после рождения ребёнка, Лариса не работала. В этот период её супруг, Геннадий Савельев, был солистом Американского театра балета и Лариса обратилась к руководителю труппы Кевину Маккензи с идеей основать детский балетный конкурс, аналогичный престижному швейцарскому конкурсу «Приз Лозанны». Маккензи идея понравилась, и он помог Ларисе наладить контакты со спонсорами и предоставил конкурсу сцену театра. Друг Ларисы, театральный продюсер Сергей Данилян, подарил ей логотип конкурса.
«Молодёжный гран-при Америки» (YAGP), дающий возможность юным танцорам из США, а впоследствии и других стран, получить стипендию для продолжения обучения в балетных школах-партнёрах конкурса и, в дальнейшем, стать профессиональными артистами, быстро набрал популярность в США. По данным на январь 2017 года, ведущие мировые балетные школы вручили через YAGP более 3 млн долларов в качестве стипендий учащимся; более 350 выпускников YAGP впоследствии трудоустроились в 80 ведущих танцевальных компаний мира.

### Другие проекты
Лариса Савельева входит в консультативный совет журнала Dance Magazine. Кроме того, она является продюсером и консультантом различных гала-концертов, программ и телевизионных проектов по всему миру.
- 2007 — совместно с Сергеем Гордеевым была сопродюсером 15-летнего юбилея «Лукойла», проходившего в Карнеги-холле с участием Дениса Мацуева и Большого симфонического оркестра им. П. И. Чайковского под управлением Владимира Федосеева.
- 2011 — принимала участие в кастинге и написании сценария фильма «Первая позиция[англ.]», повествующего истории нескольких финалистов конкурса YAGP в Нью-Йорке.
- 2013 — продюсер фильма Ballet’s Greatest Hits с участием ведущих артистов балета со всего мира.
- 2014 — совместно с Лоренсом Бендером, Найджелом Литгоу[англ.], Кевином Брауном и Алексом Резником являлась исполнительным продюсером интернет-реалити-шоу «Дневники танцевальной школы» (Dance School Diaries).
- 2014 — консультант-продюсер реалити-шоу с участием артистов труппы «Балет Вест[англ.]» Breaking Pointe[англ.].
- 2022 — в связи с военными действиями на территории Украины организовала благотворительный проект, помогающий учащимся балетных школ из Украины покинуть страну и продолжить обучение в других странах.

## Награды и признание
- 2014 — лауреат премии журнала Dance Magazine[англ.][6][7].
- 2014 — лауреат премии Русско-Американского фонда «Человек года» в категории «Педагог года».
- 2015 — в Международный женский день Савельева получила признание Общества иностранных консулов Нью-Йорка (Society of Foreign Consuls in New York) за выдающиеся достижения и вклад в улучшение сообщества[8].
- 2017 — журнал Dance Magazine включил Ларису Савельеву в список 25 самых влиятельных персон в мире танца[9].